# Юозапайтите, Мария
Мария Юозапайтите (лит. Marija Juozapaitytė; 27 марта (9 апреля) 1912, Санкт-Петербург, Российская империя — 22 февраля 1992, Вильнюс, Литва) — литовская и советская артистка балета, педагог. Народная артистка Литовской ССР (1953).

## Биография
Училась в балетной студии у О. Дубенецкене-Калпокене, Г. Г. Кякшта, B. Н. Немчиновой. Совершенствовала мастерство в студии М. Ф. Кшесинской в Париже.
В 1929—1959 годах выступала в Каунасском, затем — солистка балета Вильнюсском театрах. В середине 1930-х годов гастролировала в Монте-Карло, Лондоне, Таллине, Риге, Лиепае. В 1935—1939 годах преподавала в Каунасской балетной студии.
Создала глубоко реалистические образы Марите в первом литовском национальном многоактном балете «Невеста» Пакальниса, а также Марии, Полины «Кавказский пленник») Асафьева, Тао Хоа («Красный мак» Глиэра), Светланы («Светлана» Клебанова).

## Избранные партии
- Одетта и Одиллия («Лебединое озеро» П. Чайковского)
- Аврора («Спящая красавица» П. Чайковского)
- Юрате («Юрате и Каститис» Ю. Груодиса)
- Сванильда — («Коппелия» Л. Делиба)
- Китри — («Дон Кихот» Л. Минкуса)
- Раймонда — («Раймонда» А. Глазунова)
- Мария — («Бахчисарайский фонтан» Б. Асафьева)
- Марите («Невеста», Ю. Пакальниса);
- Ингрида («Пер-Гюнт» Э. Грига)

Муж — Бронюс Келбаускас, артист балета, народный артист Литовской ССР (1955).